# شبکه‌های تلویزیونی فاکس
شبکه‌های تلویزیونی فاکس (انگلیسی: Fox Television Stations) شرکت رسانه‌ای آمریکایی است، که در سال ۱۹۸۶ توسط روپرت مرداک و بری دیلر تأسیس شد.